# Ernst E. Wiener
Ernst E. Wiener, belgijski general, * 13. april 1882, † 1973.